# Wirtembergia-Hohenzollern

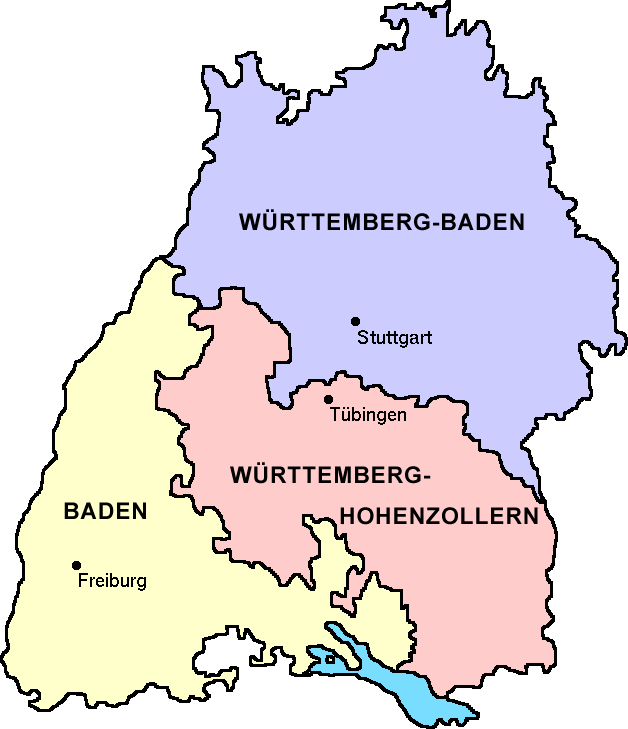
Trzy kraje związkowe tworzące Badenię-Wirtembergię – Wirtembergia-Hohenzollern oznaczona kolorem czerwonym

Wirtembergia-Hohenzollern (niem. Württemberg-Hohenzollern) –kraj związkowy Republiki Federalnej Niemiec ze stolicą w Tybindze, istniejący w latach 1948–1952.

## Historia
Wirtembergia-Hohenzollern powstała poprzez zjednoczenie okupowanych przez wojska francuskie terytoriów Wirtembergii oraz dawnej pruskiej prowincji Kraj Hohenzollernów (przyjęcie konstytucji 18 maja 1947). Po referendum z 16 grudnia 1951, połączyła się 25 kwietnia 1952 z Badenią i Wirtembergią-Badenią w Badenię-Wirtembergię. Z jej obszaru utworzono Rejencję Wirtembergia Południowa-Hohenzollern, przekształconą później w Rejencję Tybinga.